# Descurainia preauxiana
Descurainia preauxiana là một loài thực vật có hoa trong họ Cải. Loài này được (Webb) Webb ex O.E.Schulz mô tả khoa học đầu tiên năm 1924.